# Феодор Черниговский
Феодор Черниговский (ум. 1244) — боярин; святой мученик Русской православной церкви. 

## Биография
Феодор был боярином черниговским. Во время нашествия Батыя, после разорения Киева и Чернигова, ханские чиновники переписывали народ и облагали его данью. Явившись в Чернигов, они предложили черниговскому князю Михаилу Всеволодовичу отправиться в Орду с покорностью Батыю и получить от него разрешение на управление своими вотчинами. Не видя ниоткуда помощи, князь Михаил вынужден был согласиться на предложение и отправился в Орду со своим близким соратником боярином Феодором.
В Золотой Орде давно искали случая убить князя Михаила, потому что знали о попытках его уговорить венгерского короля и других князей поднять против татар. Когда Михаил Всеволодович прибыл в Орду, то ему было предложено пред ханской ставкой пройти через огненный костёр для очищения от всех злых намерений против Батыя и поклониться языческим божествам, за что обещалось спокойное владение княжеством. Святой князь Михаил и его боярин Феодор ответили отказом: «Христианин кланяется только Богу, Творцу мира, а не твари; готовы поклониться царю, так как Бог вручил ему судьбу земных царств».
Князь Михаил Всеволодович был убит в городе Старый Сарай 20 сентября 1244 года, после чего татары стали убеждать боярина Феодора отречься от Христа, предлагали ему разные почести и даже княжество: «Если ты поклонишься богам нашим, то получишь всё княжество князя своего», но Феодор ответил: «Княжения не хочу и богам вашим не поклонюсь, а хочу пострадать за Христа, как и князь мой!», после этого боярина подвергли пыткам, а потом обезглавили.
Тела мучеников были брошены на съедение псам, но Бог сохранил их, пока христиане не перевезли их в город Чернигов. 14 февраля 1572 года тела Святых Михаила и Феодора были перевезены в Москву, где и были упокоены в церкви Михаила и Фёдора Черниговских, затем в Сретенском соборе и наконец 21 ноября 1774 года перенесены были в Архангельский собор.
Память Михаила и Феодора чтится 20 сентября и 14 февраля. Почитаются они также в неканонической Православной церкви Украины.

## В культуре
Феодор является персонажем рассказа Василия Нарежного «Михаил» из цикла «Славенские вечера»